# مناف طلاس
العميد مناف مصطفى طلاس (مواليد 1964) كان أحد قيادات الحرس الجمهوري ومن المقربين من الرئيس السوري بشار الأسد قبل أن ينشق عنه ويهرب إلى تركيا ومنها إلى فرنسا. وهو ابن العماد أول مصطفى طلاس وزير الدفاع السوري الأسبق والصديق الشخصي للرئيس الراحل حافظ الأسد. ويعتبر انشقاق العميد طلاس أقوى ضربة يتلقّاها النظام السوري ضمن موجة الانشقاقات التي يعاني منها منذ بدء الإحتجاجات في سوريا التي اندلعت في 15 آذار / مارس 2011.

## النشأة والتعليم
ولد طلاس في الرستن في عام 1964. وهو نجل وزير الدفاع السوري السابق مصطفى طلاس ولمياء الجابري، وهي من عائلة ارستقراطية في حلب. أبوه من أصل شركسي و‌تركي. رجل الأعمال فراس طلاس هو شقيقه الأكبر. كانت عائلة طلاس أشهر عائلة سنية في سوريا، معروفة بدعم الحكومة. من ناحية أخرى، عمل أفراد عائلته لصالح المتسلطين العثمانيين وكذلك المحتلين الفرنسيين بعد الحرب العالمية الأولى.
وكان طلاس صديقا مقربا من باسل الأسد، نجل حافظ الأسد الأكبر والمرشح لخلافته، حتى وفاته في حادث سيارة عام 1994. وأصبح فيما بعد قريباً من بشار الأسد، بعد أن التحق بالكلية العسكرية مع الأسد، واعتبر بشار الأسد الأخوين طلاس أقران وأصدقاء.

## مسيرته
بعد وفاة حافظ الأسد في عام 2000، أصبح طلاس يد بشار الأسد اليمنى. كما اصبح عضوا باللجنة المركزية لحزب البعث في عام 2000. كما اعتبر مرشحاً محتملاً لتولي القيادة في السنوات المقبلة. في يونيو 2005، أعيد انتخاب طلاس للجنة المركزية لحزب البعث.
ولقد حاول طلاس مساعدة بشار الأسد في زيادة قاعدة دعمه من خلال تعريفه على أعضاء طبقة التجار السُنّة. كما أيد طلاس الإصلاح منذ عام 2005، بيد أنه أكد أن الأسد هو أفضل أمل للإصلاح. ويقال إن طلاس أجرى أيضا محادثات غير ناجحة مع المعارضة السورية خلال الانتفاضة السورية في عام 2011.
وترقّى طلاس إلى رتبة جنرال بنجمة واحدة (عميد) في الحرس الجمهوري، وهي إحدى الوحدات العسكرية الرئيسية التي استخدمت لإخماد الانتفاضة التي بدأت عام 2011. وقاد اللواء 104 المتمركز في دوما و‌حرستا في الحرس الجمهوري مع العميد عصام زهر الدين. كان يقود هذا اللواء بشار الأسد قبل أن يصبح رئيسا، وباسل الأسد حتى وفاته في عام 1994.

## الانشقاق
ورد أن طلاس أصبح محبطا على نحو متزايد بسبب القمع العنيف الذي تمارسه قوات الأمن ضد المحتجين. وكان أول مسؤول حكومي يجتمع مع المعارضة في مارس 2011 ويحاول فتح حوار وإيجاد حل سياسي. كما شارك في جهود المصالحة في ريف دمشق بما في ذلك دوما و‌درعا و‌التل و‌حمص وبلدته الرستن. ويقال إن جهود المصالحة التي بذلها أدت إلى وضعه تحت الإقامة الجبرية من مايو 2011 إلى انشقاقه في يوليو 2012.
هناك عدة روايات من نشطاء عن دور طلاس في الانتفاضة. جادل البعض بأنه كان قيد الإقامة الجبرية، وأعفي من الخدمة العسكرية منذ عام 2011. أصبحت مسقط رأس عائلة طلاس، الرستن، قاعدة مبكرة للمنشقين عن الجيش في نفس الفترة. كما ذكر بعض النشطاء أن الأسرة كانت تحت مراقبة صارمة لفترة من الوقت بسبب الاشتباه في تعاطفهم مع الانتفاضة.
حاول طلاس مقابلة بشار الأسد عبر شخصية سياسية بارزة ليست سورية لكنها قريبة من الأسد قبل أيام قليلة من مغادرة سوريا. ومع ذلك، لم يعقد الاجتماع.
وأفيد أنه هو و23 ضابطاً آخر فروا إلى تركيا في أوائل يوليو 2012، بعد أن اكتشفت المخابرات السورية أنه كان عضواً في المعارضة. وأكد بشار الحراكي عضو المجلس الوطني السوري أن مناف طلاس هو أحد أبرز رموز الحكومة وأن انشقاقه دليل على تراجع سلطة بشار الأسد. وتفيد التقارير بأن هذه الحالة هي الأولى من نوعها التي تتعلق بقائد عسكري رفيع المستوى. في 6 يوليو 2012، صرح وزير الخارجية الفرنسي لوران فابيوس أن مناف طلاس كان في طريقه إلى باريس للانضمام إلى أسرته هناك.
كما تم الكشف عن أن زوجته وابنه كانا في بيروت عندما غادر مناف طلاس دمشق. بعد انشقاق طلاس، غادرت زوجته وابنه بيروت وذهبوا إلى باريس.

## بعد الانشقاق
ذكر فابيوس في 12 يوليو 2012 أن مناف طلاس وأعضاء المعارضة السورية قد أقاموا اتصالات. أكد الرئيس الفرنسي فرانسوا أولاند في 17 يوليو 2012 أن مناف طلاس كان في باريس. وفي اليوم نفسه، نشر مناف طلاس بيانا في وكالة الصحافة الفرنسية. ودعا إلى «انتقال بناء» في سوريا وقال إن الجيش السوري حارب الشعب السوري.
دعا طلاس السوريين إلى الاتحاد والتطلع إلى سوريا ما بعد الثورة، في خطاب فيديو تم بثه من السعودية في 24 يوليو 2012. كان هذا أول ظهور علني له منذ انشقاقه في أوائل يوليو 2012.
«أتحدث إليكم كعضو منشق في الجيش السوري يرفض العنف الإجرامي... أنا أتحدث إليكم كأحد أبناء سوريا».
«ضباط الجيش السوري الشرفاء لا تقبلوا الأعمال الإجرامية في سوريا... اسمحوا لي أن أخدم سوريا بعد عهد [الرئيس بشار] الأسد. يجب أن نتحد جميعًا لخدمة سوريا وتعزيز الاستقرار في البلاد، وإعادة بناء سوريا حرة وديمقراطية.»
«اسمحوا لي أن أدعو إلى سوريا موحدة، سوريا جديدة... لا ينبغي أن تقوم على الانتقام أو الاستبعاد أو الاحتكار».
وقال إنه لا يلوم تلك القوات التي لم تنشق، مضيفا أنه «مهما كانت الأخطاء التي ارتكبها بعض أفراد الجيش العربي السوري... أولئك الجنود الشرفاء الذين لم يشاركوا في القتل... هم امتداد للجيش السوري الحر».
وكان ابن عمه عبد الرزاق طلاس قد أعلن أن ابن عمه مناف زوده وعدة وحدات من الجيش السوري الحر بالأسلحة من أجل مواجهة الحملة العسكرية على الرستن. كما أعلن شقيق مناف الأكبر، فراس طلاس، دعمه للمعارضة. كما اعترف فراس طلاس بتقديم مساعدات إنسانية وإغاثية ل‍كتائب الفاروق في الجيش السوري الحر بقيادة ابن عمه عبد الرزاق طلاس.

## الحياة الشخصية
طلاس مسلم سني. وهو متزوج من تالا خير. زوجته من الطبقة الوسطى العليا في دمشق، ابنة مفكر وحفيدة التاجر القومي أديب خير. ولديهما ولدان هما حمزة ومنذر وابنة لمياء.